# Оки (острови)
Вижте пояснителната страница за други значения на Оки.
Оки (на японски: 隠岐諸島, по английската Система на Хепбърн: Oki-shotō, Оки-шото) са група острови в югозападната част на Японско море, територия на Япония. Разположени са на 44 km северно от полуостров Шимане на остров Хоншу. Групата се състои от 16 острова с обща площ 346,1 km², от които 4 са по-големи: Дого (島後, 243 km), Нашиношима, Наканошима и Тибури. Бреговете на островите са силно разчленени от множество малки заливчета, удобни за местното корабоплаване. Имат вулканичен произход, а релефът е хълмист и нископланински с максимална височина връх Damanji-San (608 m). (Карта на островите). Склоновете на хълмовете са обрасли със смесени гори, а основният поминък на местното население е риболовът и отглеждането на ориз. Главен град и пристанище е Сайго (на остров Дого).
Островите съставляват район Оки, който е част от префектура Шимане. Освен това са и част от националния парк „Дайсен-Оки“.